# Benoît Agnès Trioson regardant des figures dans un livre
Benoît Agnès Trioson regardant des figures dans un livre – ou Un jeune enfant regardant des figures dans un livre – est un tableau réalisé en 1797 par le peintre français Anne-Louis Girodet. De format vertical, cette huile sur toile est un portrait à mi-corps du jeune Benoît Agnès Trioson, assis devant une Bible illustrée, un bilboquet dépassant de sa poche et des cartes à jouer visibles dans le tiroir de la table.
Exposée au Salon, à Paris, en 1798, l'œuvre est conservée au musée Girodet, à Montargis, dans le Loiret.